# Portugiesisches Fort in Sierra Leone

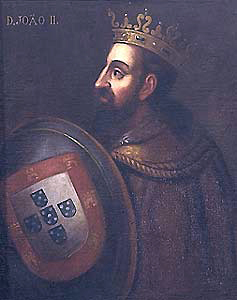
Dom João II von Portugal

Das portugiesische Fort in Sierra Leone war ein auf Weisung des portugiesischen Königs Dom João II errichtetes Fort im heutigen Sierra Leone.
Johann II. lebte von 1455 bis 1495 und war von 1481 bis zu seinem Tod König. Das Fort wurde Überlieferungen aus 1510 (Esmeraldo de Situ Orbis von Duarte Pacheco Pereira) nach, während seiner Regentschaft erbaut und abgerissen. Die Festung stand fünf Leuge hinter der Mündung des Rio de Bintonbo (wohl Sierra Leone River), drei Leuge flussaufwärts vom Dorf Tanguarim. Dieses zählte etwa 200 Einwohner, dürfte eine der größten Siedlungen des Landes gewesen und von den Bullom bewohnt worden sein.
Möglicherweise ordnete der König den Bau der Festung an, um hier Schiffe zu bauen, worauf die reichen Vorkommen an Eisenerz und Holz schließen lassen könnten. Der König soll so eine Karte eines Seeweges nach Indien ausgearbeitet haben, den später Vasco da Gama genutzt haben könnte. Nach Fertigstellung der Boote war das Fort ohne Nutzen und wurde deshalb wohl abgerissen.
Nach dem Tod von Dom João II soll sich das Gebiet zu einem wichtigen portugiesischen Handelsstützpunkt entwickelt haben. Nach 1530 verlegte Dom João III seine Flotte aus dem heutigen Senegal an diesen Ort.